# Jens Glücklich
Jens Glücklich (Cottbus, 10 de julho de 1966) é um desportista alemão que competiu para a RDA no ciclismo na modalidade de pista, especialista nas provas de contrarrelógio e tandem.
Ganhou oito medalhas no Campeonato Mundial de Ciclismo em Pista entre os anos 1985 e 1994.
Participou nos Jogos Olímpicos de Verão de 1992, ocupando o 4.º lugar no quilómetro contrarrelógio.

## Medalheiro internacional
| Representando à Alemanha Oriental |                                    |                   |                         |
| Campeonato Mundial                |                                    |                   |                         |
| Ano                               | Lugar                              | Medalha           | Competição              |
| 1985                              | Bassano ( Itália)                  | Medalha de ouro   | 1 km contrarrelógio (A) |
| 1986                              | Colorado Springs ( Estados Unidos) | Medalha de bronze | 1 km contrarrelógio (A) |
| 1987                              | Viena ( Áustria)                   | Medalha de prata  | 1 km contrarrelógio (A) |
| 1989                              | Lyon ( França)                     | Medalha de ouro   | 1 km contrarrelógio (A) |
| 1990                              | Maebashi ( Japão)                  | Medalha de bronze | 1 km contrarrelógio (A) |
| Representando a Alemanha          |                                    |                   |                         |
| Campeonato Mundial                |                                    |                   |                         |
| Ano                               | Lugar                              | Medalha           | Competição              |
| 1991                              | Stuttgart ( Alemanha)              | Medalha de prata  | 1 km contrarrelógio (A) |
| 1993                              | Hamar ( Noruega)                   | Medalha de bronze | 1 km contrarrelógio     |
| 1994                              | Palermo ( Itália)                  | Medalha de prata  | Tandem                  |